# Senado de Berlín
El Senado de Berlín es el órgano ejecutivo que gobierna la ciudad de Berlín, que al mismo tiempo es un estado de Alemania. De acuerdo con la Constitución de Berlín, el Senado está formado por el alcalde de Berlín y hasta ocho senadores nombrados por el alcalde de Berlín, dos de los cuales son vicealcaldes.  El Senado se reúne semanalmente en el Rotes Rathaus.

## Listado de Alcaldes desde 1951
| Legislatura             | Gobierno                | N.º                     | Fotografía              | Alcalde del Senado de Berlín | Inicio del mandato      | Fin del mandato         | Duración del mandato       |
| Alcades de Berlín Oeste | Alcades de Berlín Oeste | Alcades de Berlín Oeste | Alcades de Berlín Oeste | Alcades de Berlín Oeste      | Alcades de Berlín Oeste | Alcades de Berlín Oeste | Alcades de Berlín Oeste    |
| ----------------------- | ----------------------- | ----------------------- | ----------------------- | ---------------------------- | ----------------------- | ----------------------- | -------------------------- |
| I (1951-1954)           | Reuter                  | 1.°                     |                         | Ernst Reuter                 | 1 de febrero de 1951    | 12 de noviembre de 1953 | 2 años, 9 meses y 11 días  |
| I (1951-1954)           | Schreiber               | 2.°                     |                         | Walther Schreiber            | 12 de noviembre de 1953 | 14 de noviembre de 1954 | 1 año, 2 meses y 10 días   |
| II (1954-1958)          | Schreiber               | 2.°                     | 14 de noviembre de 1954 | Walther Schreiber            | 22 de enero de 1955     |                         | 1 año, 2 meses y 10 días   |
| II (1954-1958)          | Suhr                    | 3.°                     |                         | Otto Suhr                    | 22 de enero de 1955     | 21 de julio de 1957     | 2 años, 5 meses y 30 días  |
| II (1954-1958)          | Amrehn                  | -                       |                         | Franz Amrehn (interino)      | 21 de julio de 1957     | 3 de octubre de 1957    | 2 meses y 13 días          |
| II (1954-1958)          | Brandt I                | 4.°                     |                         | Willy Brandt                 | 3 de octubre de 1957    | 15 de enero de 1958     | 9 años, 2 meses y 11 días  |
| III (1958-1963)         | Brandt II               | 4.°                     | 15 de enero de 1958     | Willy Brandt                 | 11 de marzo de 1963     |                         | 9 años, 2 meses y 11 días  |
| IV (1963-1967)          | Brandt III              | 4.°                     | 11 de marzo de 1963     | Willy Brandt                 | 14 de diciembre de 1966 |                         | 9 años, 2 meses y 11 días  |
| IV (1963-1967)          | Albertz I               | 5.°                     |                         | Heinrich Albertz             | 14 de diciembre de 1966 | 5 de abril de 1967      | 10 meses y 5 días          |
| V (1967-1971)           | Albertz II              | 5.°                     | 5 de abril de 1967      | Heinrich Albertz             | 19 de octubre de 1967   |                         | 10 meses y 5 días          |
| V (1967-1971)           | Schütz I                | 6.°                     |                         | Klaus Schütz                 | 19 de octubre de 1967   | 20 de abril de 1971     | 9 años, 6 meses y 14 días  |
| VI (1971-1975)          | Schütz II               | 6.°                     | 20 de abril de 1971     | Klaus Schütz                 | 24 de abril de 1975     |                         | 9 años, 6 meses y 14 días  |
| VII (1975-1979)         | Schütz III              | 6.°                     | 24 de abril de 1975     | Klaus Schütz                 | 2 de mayo de 1977       |                         | 9 años, 6 meses y 14 días  |
| VII (1975-1979)         | Stobbe I                | 7.°                     |                         | Dietrich Stobbe              | 2 de mayo de 1977       | 26 de abril de 1979     | 3 años, 8 meses y 13 días  |
| VIII (1979-1981)        | Stobbe II               | 7.°                     | 26 de abril de 1979     | Dietrich Stobbe              | 15 de enero de 1981     |                         | 3 años, 8 meses y 13 días  |
| VIII (1979-1981)        | Vogel                   | 8.°                     |                         | Hans-Jochen Vogel            | 15 de enero de 1981     | 11 de junio de 1981     | 4 meses y 27 días          |
| IX (1981-1985)          | von Weizsäcker          | 9.°                     |                         | Richard von Weizsäcker       | 11 de junio de 1981     | 9 de febrero de 1984    | 2 años, 7 meses y 28 días  |
| IX (1981-1985)          | Diepgen I               | 10.°                    |                         | Eberhard Diepgen             | 9 de febrero de 1984    | 18 de abril de 1985     | 5 años, 1 mes y 7 días     |
| X (1985-1989)           | Diepgen II              | 10.°                    | 18 de abril de 1985     | Eberhard Diepgen             | 16 de marzo de 1989     |                         | 5 años, 1 mes y 7 días     |
| XI (1989-1990)          | Momper                  | 11.°                    |                         | Walter Momper                | 16 de marzo de 1989     | 24 de enero de 1991     | 1 año, 10 meses y 8 días   |
| Alcaldes de Berlín      |                         |                         |                         |                              |                         |                         |                            |
| I (1990-1995)           | Diepgen III             | 12.°                    |                         | Eberhard Diepgen             | 24 de enero de 1991     | 25 de enero de 1996     | 10 años, 4 meses y 23 días |
| II (1995-1999)          | Diepgen IV              | 12.°                    | 25 de enero de 1996     | Eberhard Diepgen             | 9 de diciembre de 1999  |                         | 10 años, 4 meses y 23 días |
| III (1999-2001)         | Diepgen V               | 12.°                    | 9 de diciembre de 1999  | Eberhard Diepgen             | 16 de junio de 2001     |                         | 10 años, 4 meses y 23 días |
| IV (2001-2006)          | Wowereit I              | 13.°                    |                         | Klaus Wowereit               | 16 de junio de 2001     | 17 de enero de 2002     | 13 años, 5 meses y 25 días |
| IV (2001-2006)          | Wowereit II             | 13.°                    | 17 de enero de 2002     | Klaus Wowereit               | 22 de noviembre de 2006 |                         | 13 años, 5 meses y 25 días |
| V (2006-2011)           | Wowereit III            | 13.°                    | 22 de noviembre de 2006 | Klaus Wowereit               | 24 de noviembre de 2011 |                         | 13 años, 5 meses y 25 días |
| VI (2011-2016)          | Wowereit IV             | 13.°                    | 24 de noviembre de 2011 | Klaus Wowereit               | 11 de diciembre de 2014 |                         | 13 años, 5 meses y 25 días |
| VI (2011-2016)          | Müller I                | 14.°                    |                         | Michael Müller               | 11 de diciembre de 2014 | 8 de diciembre de 2016  | 7 años y 10 días           |
| VII (2016-2021)         | Müller II               | 14.°                    | 8 de diciembre de 2016  | Michael Müller               | 21 de diciembre de 2021 |                         | 7 años y 10 días           |
| VIII (2021-2023)        | Giffey                  | 15.ª                    |                         | Franziska Giffey             | 21 de diciembre de 2021 | 27 de abril de 2023     | 1 año, 4 meses y 6 días    |
| IX (2023-)              | Amrehn                  | 16.°                    |                         | Kai Wegner                   | 27 de abril de 2023     | En el cargo             | 2 años, 3 meses y 8 días   |

## Miembros del Senado
|                                                                                   |                                     |                                                    |                                       |
| Partido político                                                                  |                                     | Unión Demócrata Cristiana de Alemania              | Unión Demócrata Cristiana de Alemania |
| Partido político                                                                  | Partido Socialdemócrata de Alemania |                                                    |                                       |
| Alcalde                                                                           |                                     |                                                    |                                       |
| Alcalde                                                                           |                                     | Kai Wegner Desde 27 de abril de 2023               |                                       |
| Vicealcaldes                                                                      |                                     |                                                    |                                       |
| Vicealcaldesa Primera                                                             |                                     | Franziska Giffey Desde 27 de abril de 2023         |                                       |
| Vicealcalde Segundo                                                               |                                     | Stefan Evers Desde 27 de abril de 2023             |                                       |
| Senadores                                                                         |                                     |                                                    |                                       |
| Cultura y Cohesión Social                                                         |                                     | Joe Chialo Desde 27 de abril de 2023               |                                       |
| Desarrollo Urbano, Construcción y Vivienda                                        |                                     | Christian Gaebler Desde 27 de abril de 2023        |                                       |
| Economía, Energía y Empresas                                                      |                                     | Franziska Giffey Desde 27 de abril de 2023         |                                       |
| Interior y Deportes                                                               |                                     | Iris Spranger Desde 27 de abril de 2023            |                                       |
| Educación, Juventud y Familia                                                     |                                     | Katharina Günther-Wünsch Desde 27 de abril de 2023 |                                       |
| Finanzas                                                                          |                                     | Stefan Evers Desde 27 de abril de 2023             |                                       |
| Ciencia, Salud y Cuidados                                                         |                                     | Ina Czyborra Desde 27 de abril de 2023             |                                       |
| Trabajo, Asuntos Sociales, Igualdad, Integración, Diversidad y Antidiscriminación |                                     | Cansel Kiziltepe Desde 27 de abril de 2023         |                                       |
| Movilidad, Transporte, Protección del Clima y Medio Ambiente                      |                                     | Ute Bonde Desde 27 de abril de 2023                |                                       |
| Justicia y Protección del Consumidor                                              |                                     | Felor Badenberg Desde 27 de abril de 2023          |                                       |